# Plage de Bananier
La plage de Bananier est une plage de sable noir située sur le lieu-dit Bananier appartenant administrativement à Capesterre-Belle-Eau, en Guadeloupe.

## Description
La plage de Bananier s'étend sur environ 500 m de la pointe des Bananiers à la ravine Jean-Pierre sur l'espace de l'anse Salée. L'espace balnéaire est rétrécie par l'écoulement de la ravine et les divers ruissellement. L'importance des vagues perturbe continuellement le rivage et rend dangereuse la baignade. Le site est par contre utilisé comme spot de surf. 

## Galerie

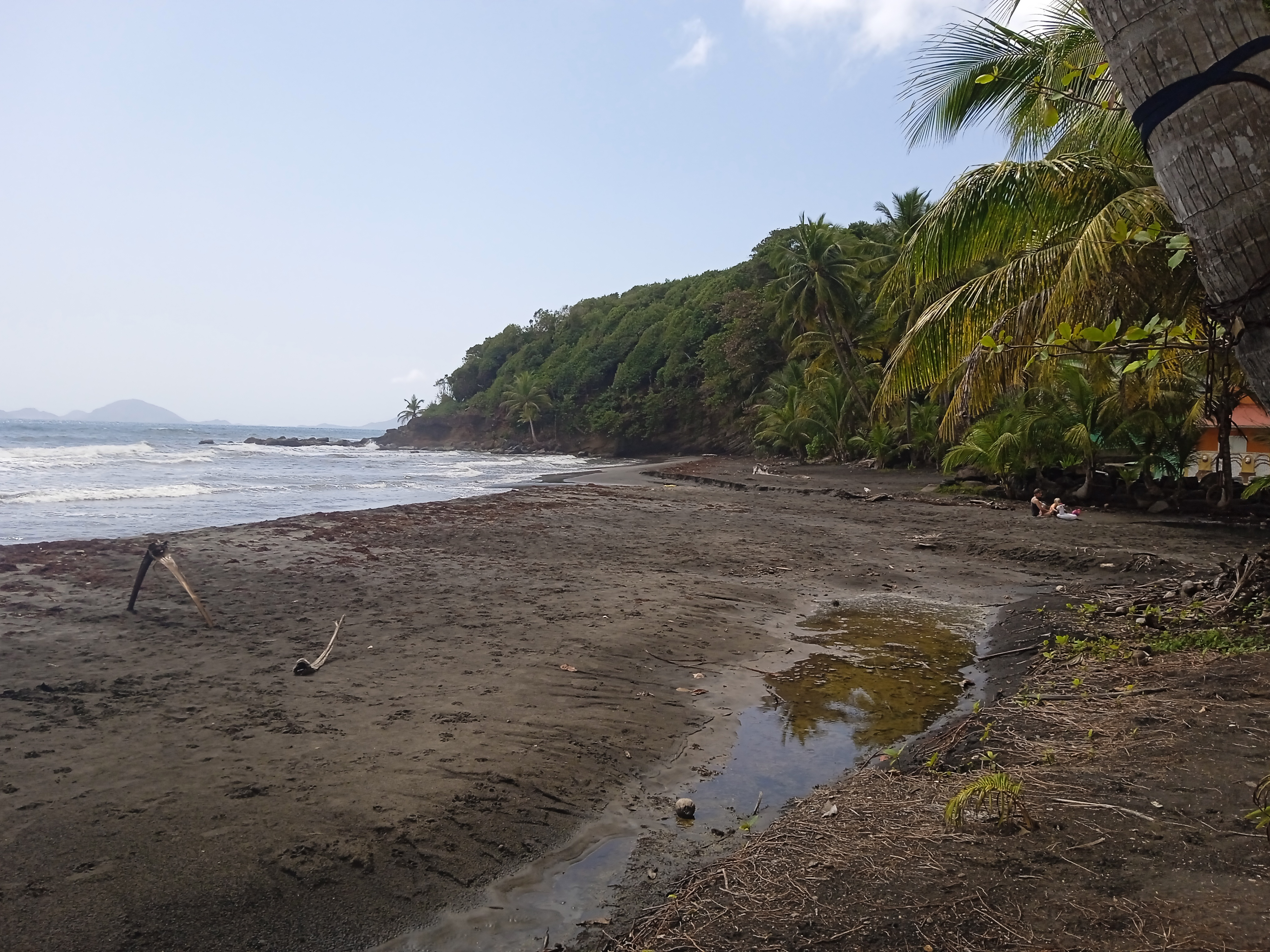
Plage de Bananier, embouchure de la ravine Jean-Pierre.
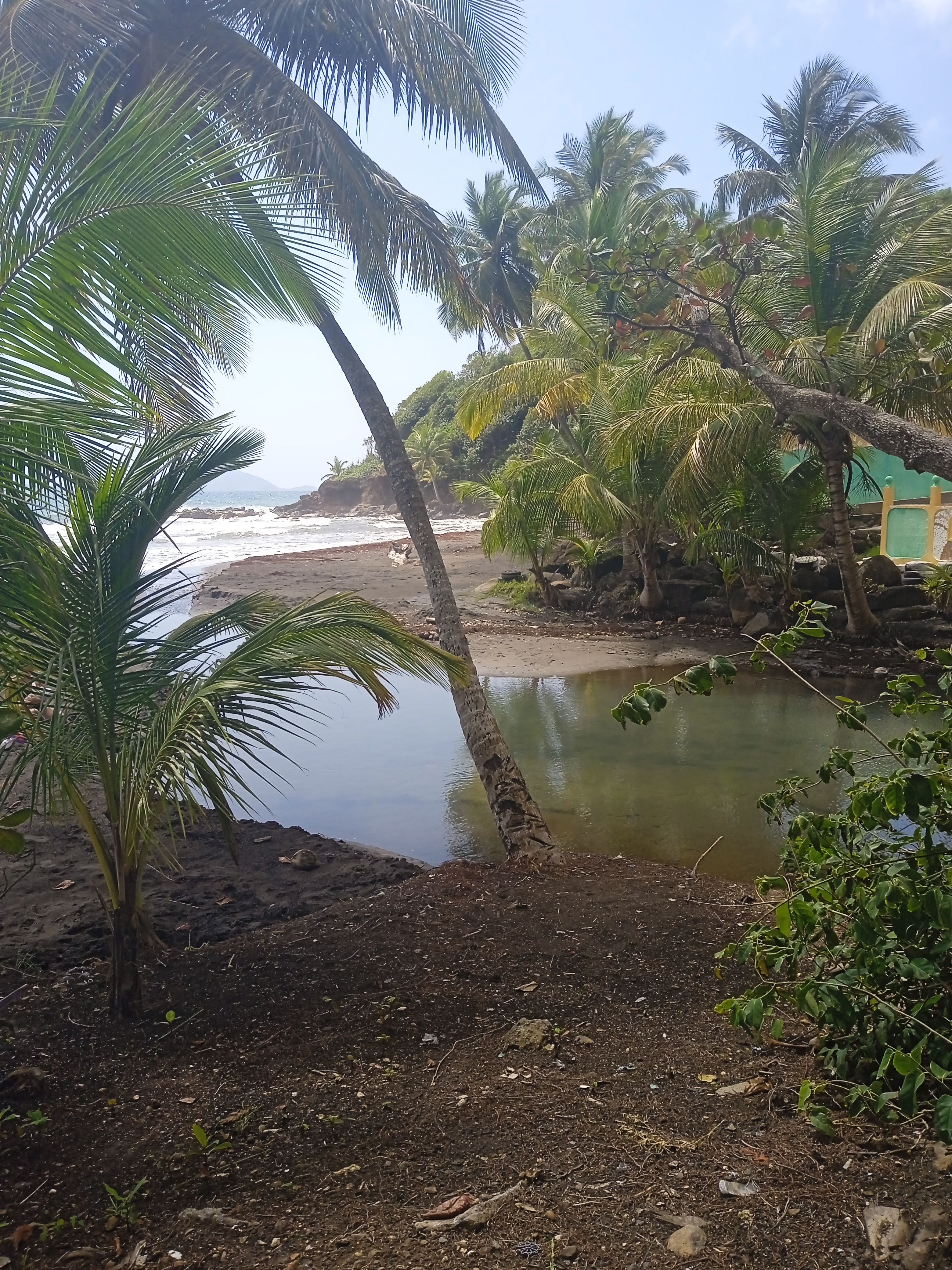
La ravine Jean-Pierre à son embouchure à la plage de Bananier.
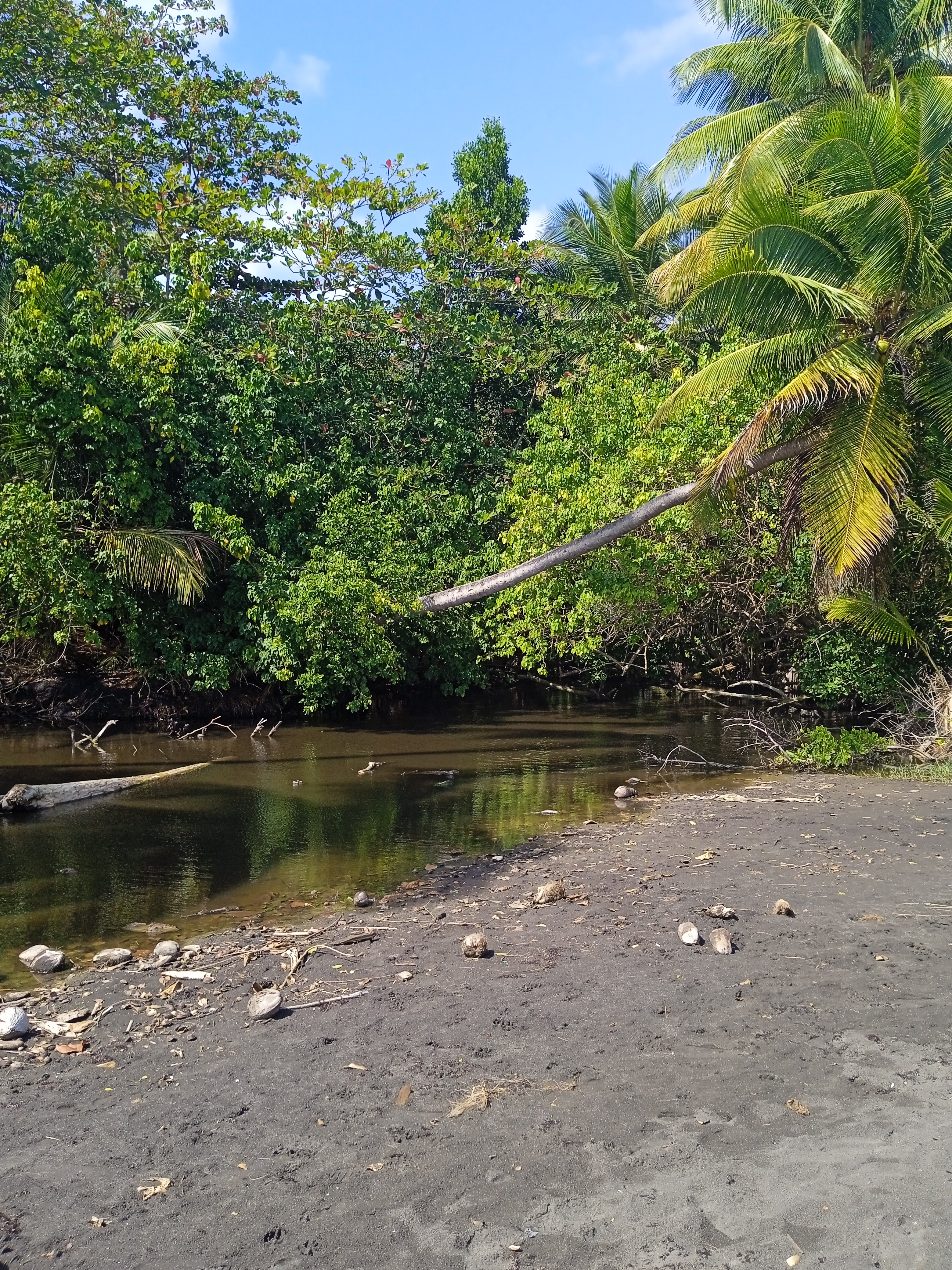
Ravine Jean-Pierre.